# Пасу-ду-Собраду
Пасу-ду-Собраду (порт. Passo do Sobrado) — муниципалитет в Бразилии, входит в штат Риу-Гранди-ду-Сул. Составная часть мезорегиона Восточно-центральная часть штата Риу-Гранди-ду-Сул. Входит в экономико-статистический микрорегион Кашуэйра-ду-Сул. Население составляет 5731 человек на 2006 год. Занимает площадь 265,108 км². Плотность населения — 21,6 чел./км².

## История
Город основан 20 марта 1992 года.

## Статистика
- Валовой внутренний продукт на 2003 составляет 61 260 553,00 реалов (данные: Бразильский институт географии и статистики).
- Валовой внутренний продукт на душу населения на 2003 составляет 10 832,99 реалов (данные: Бразильский институт географии и статистики).
- Индекс развития человеческого потенциала на 2000 составляет 0,769 (данные: Программа развития ООН).